# Aneta Białkowska-Michalak
Aneta Stanisława Białkowska-Michalak (* 6. August 1977 in Posen) ist eine polnische Kanurennsportlerin und Teilnehmerin der Olympischen Sommerspiele 2000 in Sydney und 2004 in Athen. Sie startet für den Klub Poznania Posen.

## Karriere
Bei ihrem Weltmeisterschaftsdebüt  Weltmeisterschaft 1997 in Dartmouth belegte Aneta Białkowska gemeinsam mit Aneta Pastuszka, Beata Sokołowska und Agata Piszcz über 500 m noch den vierten Platz.
Bei der Weltmeisterschaft 1999 in Mailand gewann sie Bronzemedaillen im K-4 über 500 m mit Karolina Sadalska, Dorota Kuczkowska und Joanna Skowroń, und über 200 m mit Beata Pastuszka, Beata Sokołowska und Agata Piszcz.
Bei der Weltmeisterschaft 2001 in Posen errang sie über 1000 m Silber mit Karolina Sadalska, Joanna Skowroń und Dorota Kuczkowska, während sie bei der EM im gleichen Jahr in Mailand keine Medaille erringen konnte.
Sie gewann ihre erste Goldmedaille für den polnischen Damen-Kajak-Vierer bei der Weltmeisterschaft 2002 in Sevilla. Über 1000 m siegte sie mit Aneta Pastuszka, Joanna Skowroń und Karolina Sadalska. Auch in diesem Jahr war sie bei der EM in Szeged weniger erfolgreich, konnte jedoch Silber im K-2 über 1000 m mit Joanna Skowroń und Bronze im K-4 über 500 m mit Aneta Pastuszka, Joanna Skowroń und Karolina Sadalska erreichen.
Silber erreichte sie bei der Weltmeisterschaft 2003 in Gainesville über 500 m mit Karolina Sadalska, Małgorzata Czajczyńska, Joanna Skowroń.
Bei der Heim-EM 2005 in Posen errang sie gemeinsam mit Edyta Dzieniszewska, Iwona Pyżalska und Beata Mikołajczyk zum ersten Male EM-Gold über 1000 m.
Bei ihren Teilnahmen an den Olympischen Spielen 2000 im K-4 und den Olympischen Spielen 2004 mit Karolina Sadalska, Małgorzata Czajczyńska und Joanna Skowroń verpasste sie mit jeweils vierten Plätzen über die Strecke von 500 m gleich zweimal nur knapp eine Medaille.
Sie war mehrfache Polnische Meisterin im K-4: 2001 über 500 m, 2002 über 200 m und 1000 m; 2005 über 200 m und 500 m und 2007 über 200 m und 1000 m und im K-2 über 500 m: 2003 bis 2005 und 2007. Hinzu kamen weitere Silber- und Bronzemedaillen.
Sie ist mit dem polnischen Kanuten Dariusz Białkowski verheiratet und wohnt in Bydgoszcz.